# Aartsbisdom Košice
Het aartsbisdom Košice (Latijn: Archdioecesis Cassoviensis, Slowaaks: Košická arcidiecéza, of Arcibiskupstvo Košice) is een in Slowakije gelegen rooms-katholiek aartsbisdom met zetel in de stad Košice. De aartsbisschop van Košice is metropoliet van de kerkprovincie Košice waartoe ook de volgende suffragane bisdommen behoren:
- Bisdom Rožňava
- Bisdom Spiš.

De Sint-Elisabethkerk is de kathedrale kerk van het aartsbisdom Košice.

## Geschiedenis
In 1804 werd het bisdom Košice opgericht. Het bisdom viel toen binnen de nieuw ingerichte kerkprovincie Eger in het noorden van het koninkrijk Hongarije. In 1977 werd de Slowaakse kerk uit de Hongaarse kerkprovincies onttrokken en ondergebracht in de nieuwe kerkprovincie Bratislava-Trnava. In 1995 werd het Slowaakse gebied gedeeld in twee kerkprovincies: Bratislava-Trnava en Košice. Košice werd hierbij verheven tot metropolitaan aartsbisdom.

## Bisschoppen
- 1804-1819: Andrej Szabó
- 1821-1831: István Csech
- 1831-1839: Imrich Palugyay
- 1838-1848: Anton Ocskay
- 1850-1852: Jozef Kunszt
- 1852-1867: Ignác Fábry
- 1868-1876: Ján Perger
- 1877-1886: Konštantín Schuster
- 1887-1906: Zigmund Bubics

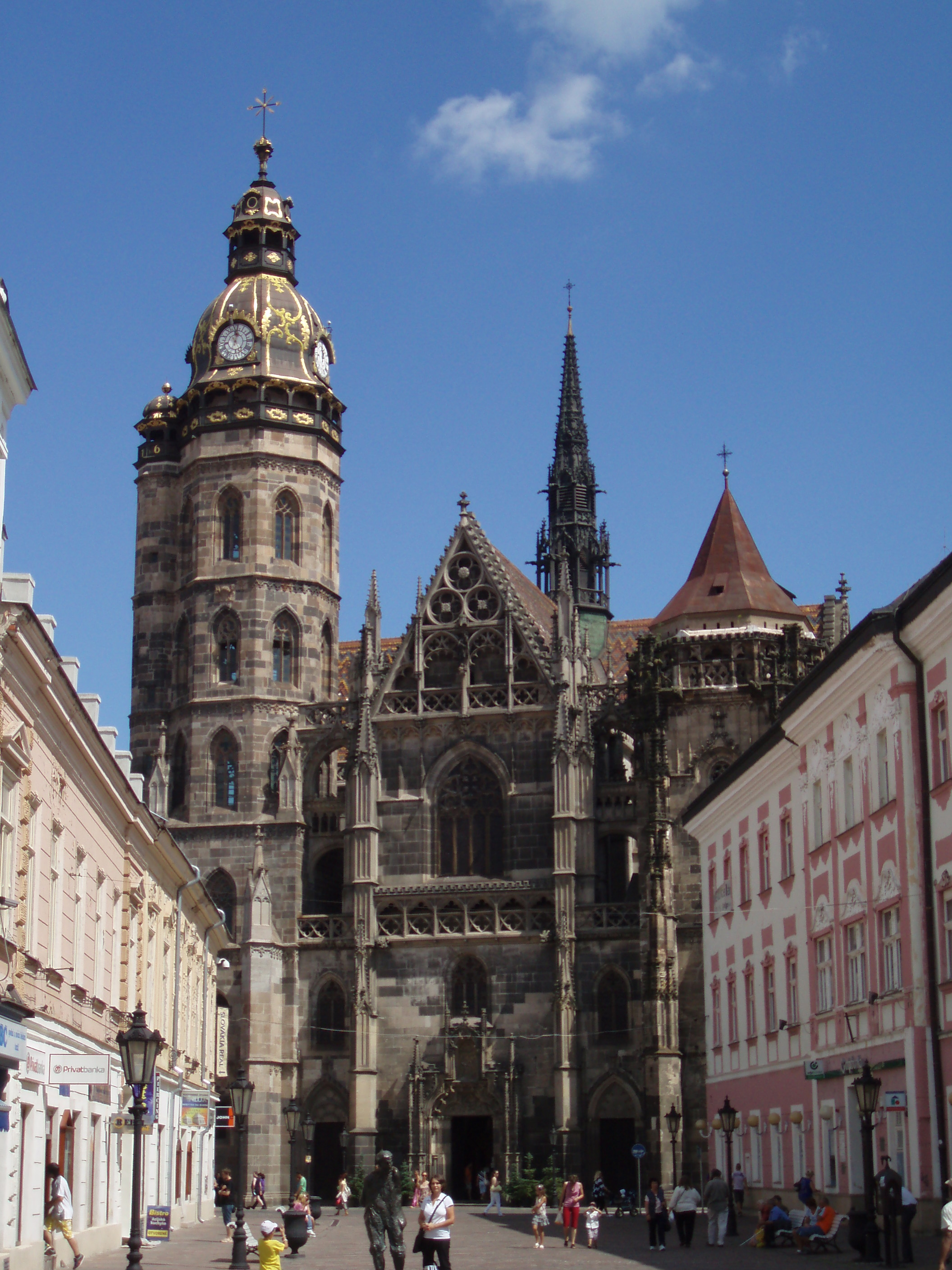
Sint-Elisabeth-
kathedraal

- 1906-1925: Augustín Fischer-Colbrie
  - 1925-1938: Jozef Čársky (administrator)[1]
- 1939-1948: Stefan Madarász
  - 1946-1948: Jozef Čársky (hulpbisschop)[1]
  - 1948-1962: Jozef Čársky (administrator)[1]
- 1990-1995: Alojz Tkáč (vanaf 1995 aartsbisschop)

### Aartsbisschoppen
- 1995-2010: Alojz Tkáč (tot 1990 bisschop)
- 2010-heden: Bernard Bober

## Illustraties
|  |  |  |  |